# Geoffrey Couët
Geoffrey Couët (Nantes, 27 maggio 1988) è un attore francese.

## Biografia
Nato a Nantes nel 1988, Geoffrey Couët ha studiato recitazione alla prestigiosa Cours Florent di Parigi dal 2006, facendosi notare nel 2009 per la sua interpretazione nel musical Rent. Nello stesso anno ha fatto il suo debutto cinematografico con Anomymat di Christophe Karabache, a cui seguirono Saint Laurent e Un amore all'altezza. 
Nel 2016 è stato il protagonista del film Théo et Hugo dans le même bateau, premiato con il Teddy Award; nello stesso anno è stato un membro della giuria per i cortometraggi presentanti al Festival internazionale del cinema LGBT a Tel Aviv.
È dichiaratamente gay.

## Filmografia parziale

### Cinema
- Saint Laurent, regia di Bertrand Bonello (2014)
- Un amore all'altezza (Un homme à la hauteur), regia di Laurent Tirard (2016)
- Théo et Hugo dans le même bateau, regia di Olivier Ducastel e Jacques Martineau (2016)
- Gamberetti per tutti (Les crevettes pailletées), regia di Cédric Le Gallo e Maxime Govare (2019)
- Haut perchés, regia di Olivier Ducastel e Jacques Martineau (2019)

### Televisione
- Sulle tracce del crimine (Section de recherches) - serie TV, 1 episodio (2015)

## Doppiatori italiani
- Manuel Meli in Gamberetti per tutti